# Медвежий (остров, Ладожское озеро)
Медвежий (Контиосари) — небольшой остров в Ладожском озере. Относится к группе западных Ладожских шхер. Территориально находится в Приозерском районе Ленинградской области России.
Вытянут с северо-запада на юго-восток, причём западная часть является достаточно утолщённой. Длина 1,2 км, ширина 0,2-0,7 км.
Расположен в заливе Лехмалахти, к югу от острова Кильпола, рядом находится остров Ласточкин. Береговая линия изрезана, образует много заливов и полуостровов. Весь покрыт лесами.

## Топографические карты
- Лист карты P-35-107,108 Кузнечное. Масштаб: 1 : 100 000. Состояние местности на 1987 год. Издание 1991 г.